# 성산초등학교 (경북)
성산초등학교는 대한민국 경상북도 고령군에 있는 공립 초등학교이다.

## 학교 연혁
- 2018년	2월 9일 제93회 졸업(졸업생 총수 4,268명)
- 2018년	1월 26일 도서관 및 강당 리모델링 공사
- 2017년	8월 10일 돌봄교실 리모델링 공사
- 2014년	3월 3일 운동장 천연잔디 조성
- 2013년	2월 26일 급식소 옆 인터로킹 설치 및 화단조성, 급식소 도색 공사
- 2012년	7월 25일 별동산쉼터 육각정자 설치
- 2011년	8월 24일 유치원 야외 학습장용 원두막 설치
- 2010년	4월 28일 초등 돌봄교실 인테리어 공사
- 2009년	8월 26일 냉난방개선공사
- 2007년	10월 25일 교실외벽 드라이비트 시공, 화장실 리모델링
- 2006년	12월 30일 교실 2칸 증축 및 도서관 리모델링
- 2006년	5월 15일 운동장 배수로 설치
- 2004년	10월 3일 국기게양대, 교훈탑 정비
- 2000년	11월 4일 별동산 조성
- 1999년	9월 1일 사부분교장 본교에 통합
- 1996년	3월 1일 성산초등학교로 교명 변경
- 1993년	3월 1일 성요셉 재활원 특수학급 개설
- 1991년	3월 1일 사부국민학교 분교로 귀속
- 1981년	3월 1일 병설유치원 개원
- 1922년	5월 25일 성산공립보통학교 개교(4년제)
- 1921년	9월 1일 설립인가

## 참고 자료
- 성산초등학교 - 한국교육학술정보원 학교알리미